# Simon de Vlieger

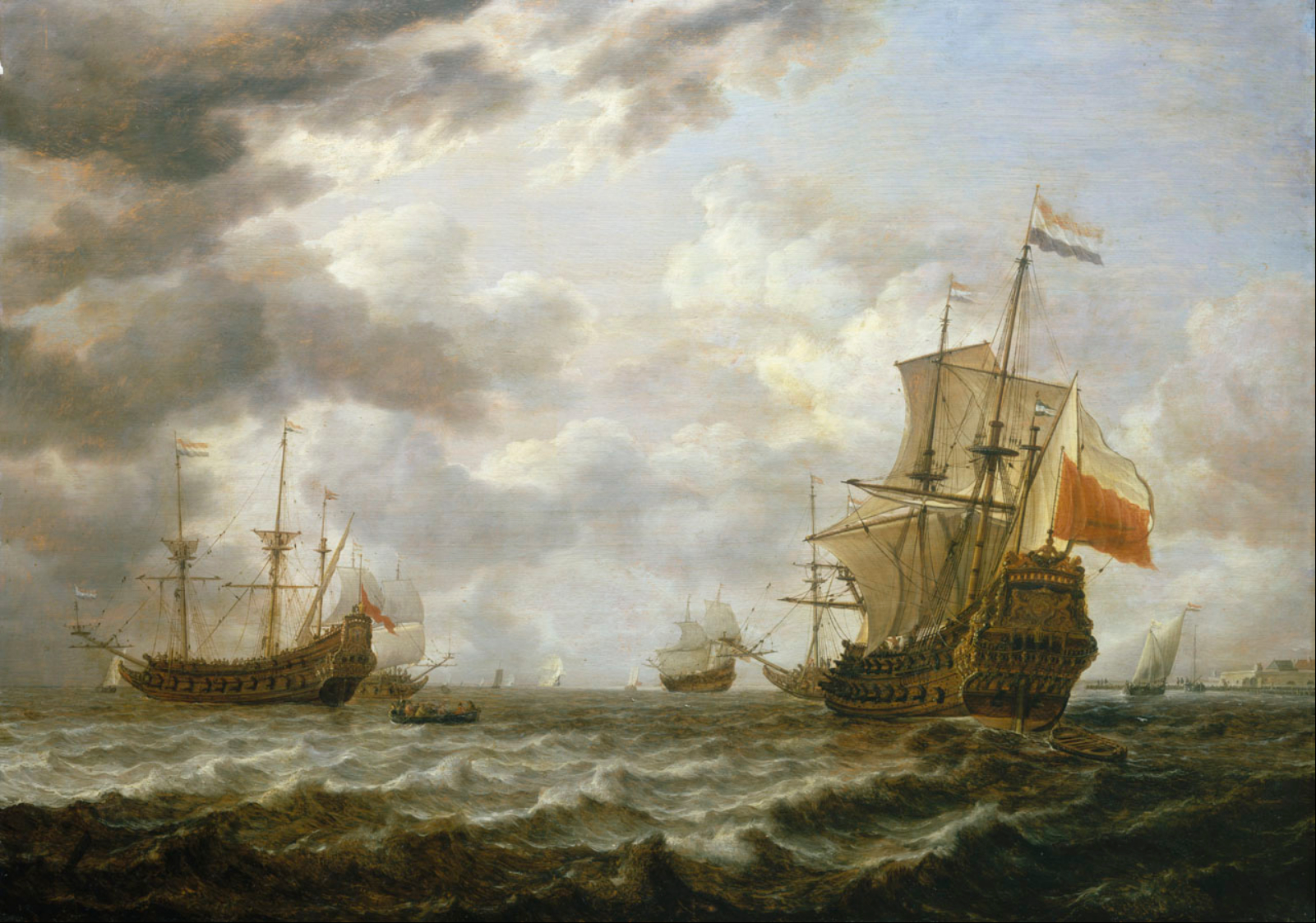
Simon de Vlieger, La nave ammiraglia di Maarten Tromp "Brederode", al largo di Hellevoetsluis, National Maritime Museum (Greenwich).

Simon de Vlieger (Rotterdam, 1600-1601 – Weesp, 13 marzo 1653) è stato un pittore e incisore olandese.

## Biografia
Si formò alla scuola di Hendrik Cornelisz Vroom e divenne uno degli esponenti più significativi dell'età d'oro della pittura olandese. Visse a Rotterdam, dove si sposò nel 1627. Sua figlia Cornelia sposò il pittore olandese Pauwels van Hillegaert. Nel 1634 si trasferì a Delft ed entrò nella locale Gilda di San Luca; visse poi ad Amsterdam, a partire dal 1638. Fra il 1630 e il 1640 era il pittore di marine più noto nei Paesi Bassi. Da uno stile asciutto e monocromo, ispirato all'arte di Jan Porcellis e di Willem Van de Velde il Vecchio, passò ad una pittura con colori più caldi, accesi e luminosi. I suoi dipinti, ricchi di dettagli, erano rappresentazioni realistiche, con marinai all'opera o con operai intenti a costruire navi. Ha dipinto grandi navi, in porto o in navigazione, anche in mari in tempesta. Ha lasciato veristiche scene di naufragio e anche paesaggi olandesi e scene rurali con animali.

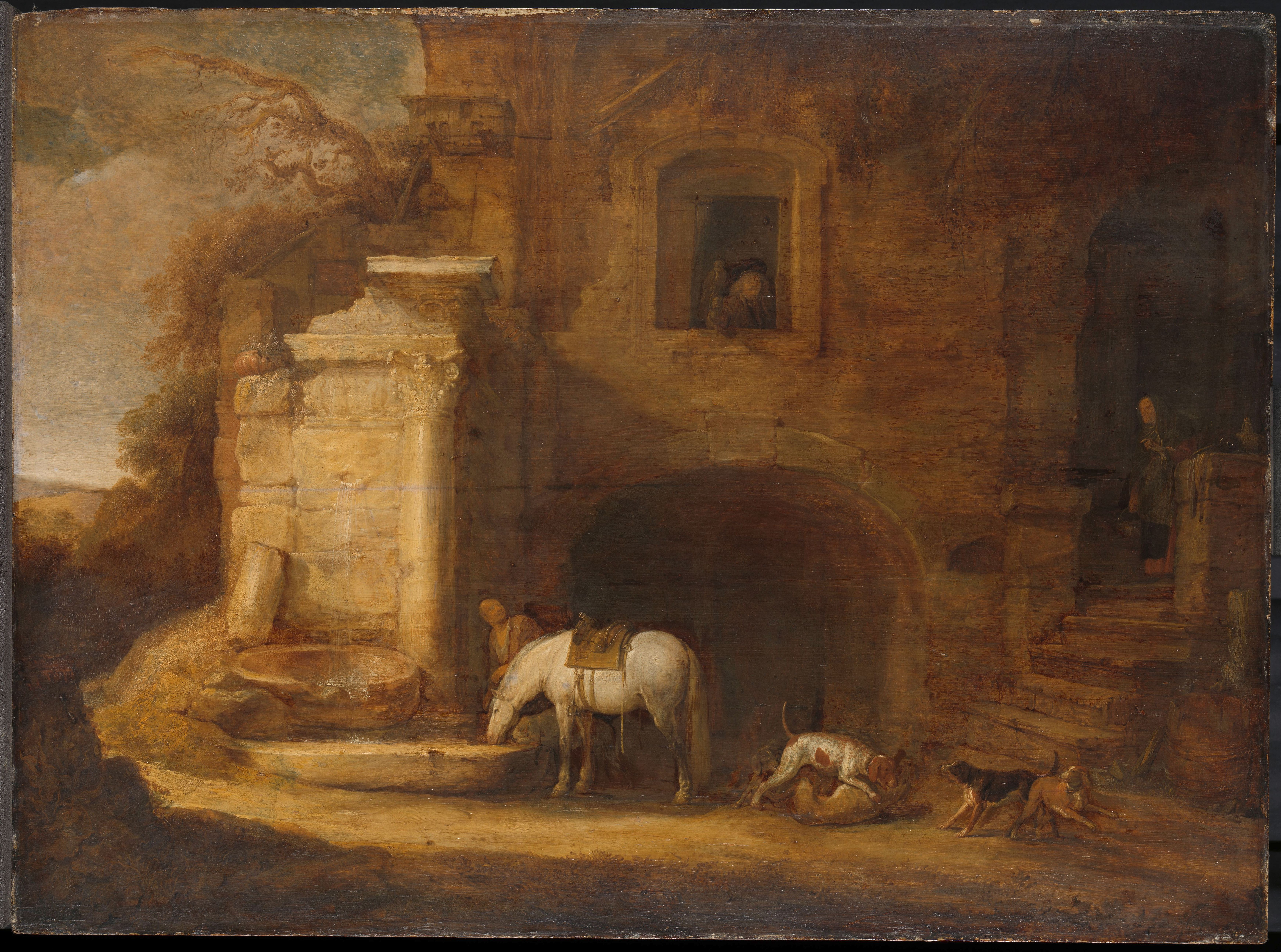
Simon de Vlieger, Ritorno a casa del falconiere, 1637 Rijksmuseum (Amsterdam).

Oltre a dipingere su tela, ha realizzato cartoni per arazzo, ha inciso all'acquaforte e ha disegnato vetrate per una chiesa di Amsterdam.
Tra i suoi allievi: Lieve Pietersz Verschuier, Willem van de Velde il Giovane e Adriaen van de Velde. La sua opera ha influenzato i pittori olandesi Willem van Diest, Jacob Dissius che riprese un suo grande paesaggio marino, Jacob van Ruisdael e Jan van de Cappelle.
Suoi dipinti erano presenti nella collezione del pittore olandese Otto Marseus van Schrieck. Sue opere sono anche al National Maritime Museum di Greenwich e al Metropolitan Museum di New York e alla National Gallery di Londra.

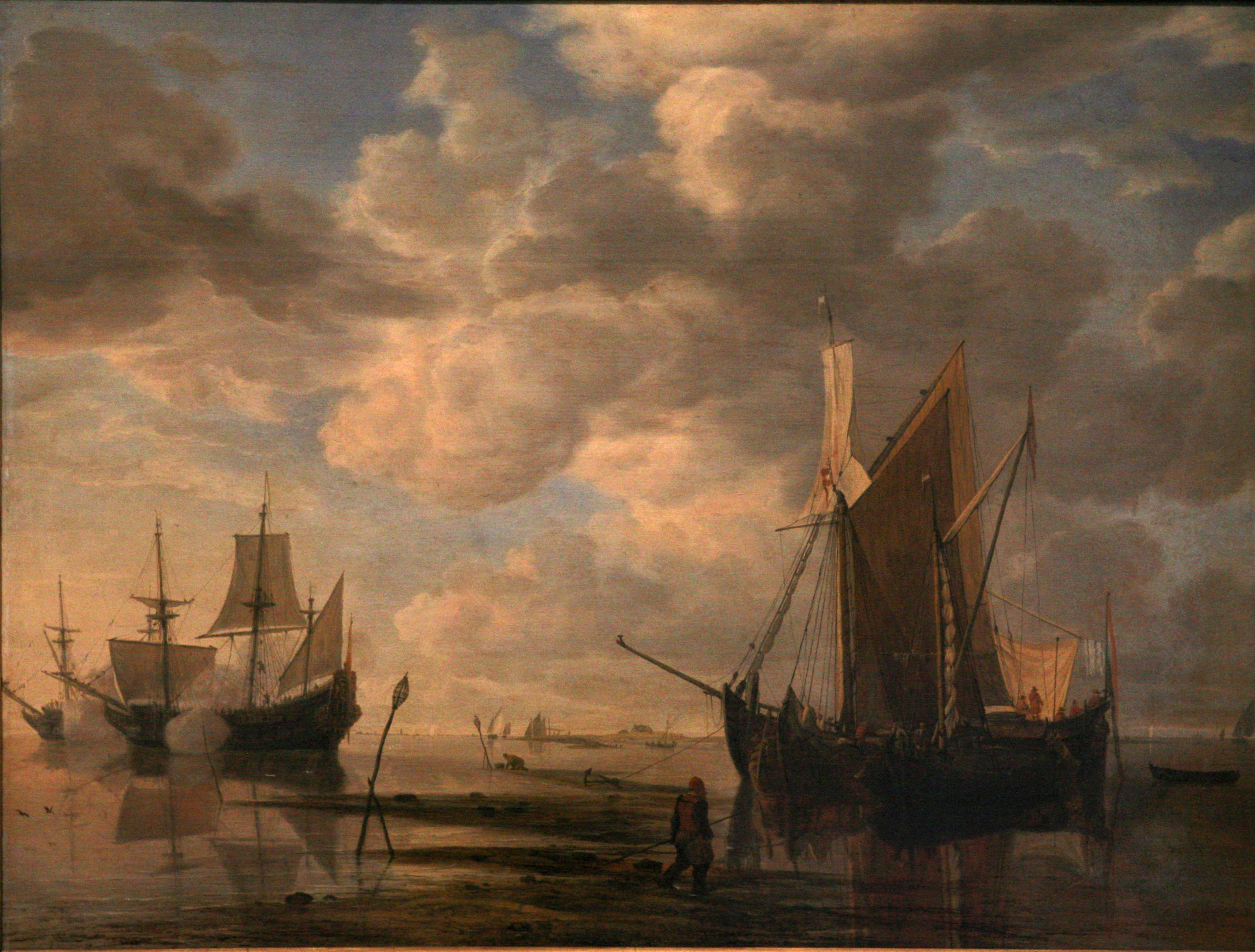
Simon de Vlieger, Bassa marea, 1652 circa, Musée des Beaux-Arts de Strasbourg.